# یوهانس اشتارک
یوهان اشتارک (به آلمانی: Johannes Stark) (زاده ۱۵ آوریل ۱۸۷۴ – درگذشته ۲۱ ژوئن ۱۹۵۷) فیزیکدان آلمانی (فیزیک تجربی) بود که در ۱۹۱۹ جایزه نوبل فیزیک را دریافت کرد.
در ۱۸۹۷ مدرک دکتری خود را دانشگاه مونیخ گرفت.
در ۱۹۰۵ اثر دوپلر در پرتوهای مجرایی را کشف کرد.
در ۱۹۱۴ شکافتگی خطوط طیفی در اثر میدان الکتریکی را کشف کرد که این پدیده بعدها به نام خود او به اثر اشتارک معروف شد. در ۱۹۱۹ به خاطر این دو کشف جایزه نوبل فیزیک به او داده شد.
بعد از به قدرت رسیدن نازیها او رهبری حرکت «فیزیک آلمانی» در مقابل «فیزیک یهودی» را به عهده گرفت و با نظریه نسبیت مخالفت کرد که به همین علت با ورنر هایزنبرگ مشاجراتی انجام داد.
بعد از جنگ در سال ۱۹۴۷ توسط دادگاه ضدنازی به چهار سال حبس محکوم شد.

## نگارخانه

تمبر یادبود یوهان اشتارک - انتشار در سال ۱۹۷۹ - سوئد
تمبر یادبود یوهان اشتارک - انتشار در سال ۲۰۰۱ - نیکاراگوئه